# Красников, Анатолий Сергеевич
Анатолий Сергеевич Красников (18.09.1941-30.07.2022) — российский учёный в области физики элементарных частиц и материаловедения, доктор технических наук, профессор, заведующий кафедрой теоретической физики Рязанского государственного университета имени С. А. Есенина.
Окончил физический факультет Московского государственного педагогического института имени В. И. Ленина (1966) и аспирантуру при кафедре физики твёрдого тела (1969). В 1971 г. защитил кандидатскую диссертацию:
- Рентгенографическое исследование литиевоалюмосиликатных фотоситаллов в связи с их некоторыми физико-механическими свойствами : диссертация … кандидата физико-математических наук : 01.00.00. — Москва, 1971. — 100 с. : ил.

С 1969 года работал в Рязанском государственном педагогическом институте (ныне Рязанский государственный университет имени С. А. Есенина): ассистент, старший преподаватель, доцент, профессор кафедры общей и теоретической физики и методики преподавания физики.
С 1988 по 1992 год декан физико-математического факультета. С 1992 года заведующий кафедрой теоретической физики.
В 2003 г. защитил докторскую диссертацию:
- Технология, фазовый состав, тонкая структура и свойства фотоситаллов и алюмооксидной керамики : диссертация … доктора технических наук : 05.27.06. — Рязань, 2002. — 389 с. : ил.

По совместительству — профессор кафедры электроснабжения Рязанского государственного агротехнологического университета им. Костычева.
Депутат Рязанского городского Совета (1996—2000).
Награждён знаком «Отличник народного просвещения РСФСР» (1982) и почётной грамотой Министерства образования и науки РФ (2007).
Умер 30 июля 2022 года после инсульта.
Сочинения:
- Физика элементарных частиц [Текст] : учебное пособие к спецкурсу / А. С. Красников, В. Парадела, Ю. И. Глушков ; Рязан. гос. пед. ин-т им. С. А. Есенина. — Рязань : РГПИ, 1992. — 99, [3] с. : ил. ; 19 см. — Библиогр.: с. 101 (12 назв.). — 500 экз.. — ISBN 5-88006-004-7
- Структура, свойства и лазерное разрушение стеклокристаллических материалов и керамики / А. С. Красников, Л. И. Миркин ; Рос. фонд фундаментал. исслед., Моск. гос. ун-т им. М. В. Ломоносова. Науч.-исслед. ин-т механики, Рязан. гос. ун-т. — М. : Светоч Плюс, 2009. — 138 с. — Библиогр. в конце гл. — 400 экз. — ISBN 978-5-904393-01-4
- Красников А. С., Миркин Л. И. Фотоситалл — перспективный нанокристаллический материал электронной техники, обладающий повышенными механическими и диэлектрическими свойствами. Доклад на XIX Международной конференции «Физика прочности и пластичности материалов», 8-11 июня 2015 г., Самара, Россия.